# SB-2
Tupolew SB-2 (ros. Скоростной бомбардировщик – szybki bombowiec) – radziecki lekki samolot bombowy z czasów II wojny światowej.

## Historia
Samolot ANT-40 (Tupolew SB) zaprojektowany został jako szybki bombowiec frontowy („skorostnyj bombardirowszczik”). Prace projektowe nad jego konstrukcją rozpoczęto w biurze konstrukcyjnym Tupolewa na przełomie 1933 i 1934 roku pod kierunkiem A.A. Archangielskiego. Przy projektowaniu samolotu za główny cel postawiono uzyskanie jak największej prędkości w locie poziomym. Z tego względu zdecydowano się na typ średniopłata, co było kompromisem, dzięki któremu uzyskano zmniejszenie oporów aerodynamicznych kosztem mniejszej komory bombowej. Z tego też względu, w późniejszych wersjach samolotu od SB-2 M-103 stosowano zewnętrzne zamki Der – 19 na bomby o wagomiarze 250 kg i 500 kg.
Pierwsze prototypy samolotu służyły do testowania różnych jednostek napędowych – były to odpowiednio: chłodzony powietrzem Wright Cyclone F3 o mocy 730 KM, oraz chłodzony cieczą Hispano Suiza 12Ybrs o mocy 780 KM. Ze względu na lepsze osiągi wersji z silnikami Hispano Suiza to ta wersja stała się wariantem bazowym dla przyszłych samolotów seryjnych. Pomimo doskonałych jak na tamte czasy osiągów prototypu, które badano podczas prób zakładowych w styczniu 1935 r.(prędkość maksymalna na wysokości 4000 m – 430 km/h), konstrukcja sprawiała problemy, m.in. ze stabilnością w locie; pojawiły się też problemy z flatterem skrzydeł. Z takich powodów przeciągały się próby państwowe, prowadzone od początków lutego 1935 do końca kwietnia 1936 roku.
Po zakończonym etapie prób zdecydowano, że głównym zakładem odpowiedzialnym za wprowadzenie najnowocześniejszego ówcześnie radzieckiego bombowca do produkcji seryjnej będą zakłady Nr 22 imienia Gorbunowa w Moskwie. Zakłady te produkowały wcześniej ciężkie bombowce TB-3, które miały prostszą konstrukcję i pokrycie wykonane z blachy falistej. Przy wprowadzaniu technologii pokrycia gładką blachą duraluminiową nitowaną nitami zagłębionymi napotkano duże trudności.
Pierwsze egzemplarze seryjne nazwane SB-2 wyposażone w licencyjną odmianę silnika Hispano Suiza, który otrzymał oznaczenie M-100 wykazywały się nie najlepszym wykończeniem powierzchni płatowca, a co za tym idzie również niższymi osiągami niż prototyp fabryczny (prędkość maksymalna na wysokości 4000 m – 381,5 km/h, oraz 391,5 km/h na wysokości 5000 m), jednak pomimo to uzyskały pozytywną opinie podczas prób wojskowych i zaczęto wprowadzać je do jednostek.
W grudniu 1936 samolot ukończył próby z nowymi silnikami M-100A osiągającymi moc 860 KM. Dzięki temu uzyskano wzrost prędkości maksymalnej do 423 km/h, poprawiła się także prędkość wznoszenia na pułap 4000 m z 9,4 do 6,4 minuty. Wersja ta otrzymała oznaczenie SB-2 M (lub SB-2 M-100A od zastosowanej jednostki napędowej).

## Eksploatacja i rozwój
Wprowadzono ją na szerszą skalę do jednostek wojskowych, brała też udział w wojnie domowej w Hiszpanii oraz w Chinach, gdzie szybko wyszła na jaw istotna wada bombowca: projektanci, chcąc zmniejszyć opory aerodynamiczne, zaprojektowali opływowe stanowisko strzeleckie dla strzelca – radiotelegrafisty, którego owiewkę trzeba było unieść przed rozpoczęciem ostrzału. Zajmowało to nieco czasu, dodatkowo, zarówno pole widzenia, jak i pole ostrzału dalekie było od optymalnego. O ile na początku lat 30. taki kompromis mógł wydawać się zrozumiały – prędkość bombowca dawała mu duże szanse na ucieczkę i utrudniała przechwycenie przez ówczesne myśliwce – o tyle w konfrontacji z nowoczesnymi myśliwcami drugiej połowy lat 30., jak Messerschmitt Bf 109, których prędkość maksymalna znacznie przewyższała prędkości osiągane przez SB stała się przyczyną ponoszonych strat.
Wynikiem tego, siły powietrzne sformułowały nowe wymagania wśród których znalazła się m.in. potrzeba wzmocnienia uzbrojenia defensywnego. Dokonano tego instalując nowe stanowiska strzeleckie MW-2 oraz MW-3 z karabinami SzKAS. Górne stanowisko karabinu umieszczonego w jarzmie zastąpiono sferyczną wieżyczką MW-3 z pojedynczym karabinem SzKAS oraz zainstalowanymi kompensatorami aerodynamicznymi, których zadaniem było niwelowanie oporu aerodynamicznego wytwarzanego przez lufę karabinu. Dzięki temu broń była w stałym pogotowiu, a kąt ostrzału wynosił 360°. Dolne stanowisko strzeleckie MW-2 umieszczono w luku pod spodem kadłuba i wyposażono w kolankowy celownik optyczny OP-2 poprawiający pole widzenia dolnej półsfery samolotu. Zmiany te zmniejszyły co prawda w niewielkim stopniu osiągi maszyny, wpłynęły natomiast znacznie na zdolność obrony z tylnej półsfery. Niestety, pomimo dobrych rezultatów wyżej przeprowadzonych modyfikacji, modernizacja wprowadzonych już do linii egzemplarzy przeciągała się, tak, że w momencie wybuchu wojny z III Rzeszą większość nadal wyposażona była w przestarzałe stanowiska strzeleckie.

Silnik M-103 eksponowany w MLP w Krakowie

Równolegle Biuro Konstrukcyjne Tupolewa cały czas pracowało nad rozwojem konstrukcji starając się poprawić jej osiągi. Próbowano zaadaptować stawiające mniejszy opór chłodnice tunelowe, testowano również wersję z szerokimi piastami śmigieł. By nie zwiększać gondoli silnikowych konstruktorzy zdecydowali się na umieszczenie chłodnic oleju w skrzydle. Początkowe próby modelu nazwanego teraz SB-2 M-103 wykazały nawet gorsze niż dotychczas osiągi – samolot na pułapie 4000 m osiągnął jedynie 409 km/h, jednak po wprowadzeniu poprawek obejmujących m.in. dopracowanie konstrukcji oraz polerowanie powierzchni skrzydeł, poprawę wykończenia samolotu wykazały poprawę która pozwoliła na pomyślne przejście prób państwowych w listopadzie 1939 i uzyskaniu prędkości maksymalnej 450 km/h na wysokości 4100 m.
Kolejną okazją do poprawy osiągów było pojawienie się w zasięgu możliwości nowej jednostki napędowej – silnika M-105 o mocy podniesionej do 1050 KM. By maksymalnie wykorzystać możliwości płynące z zastosowania mocniejszych jednostek napędowych konstruktorzy wprowadzili szereg daleko posuniętych zmian obejmujących zmianę dotychczasowych dwułopatowych śmigieł WFSz (Wint Fiksirowannogo Szaga – śmigło o stałym skoku) na nowe, trzyłopatowe WISz-2E o większej średnicy i zmiennym skoku, zmieniono kształt przedniej części kadłuba który stał się bardziej opływowy. Poważnym zmianom uległa konstrukcja skrzydła, którego powierzchnię zmniejszono o 8,5 m² wprowadzając nowe końcówki z belkowymi dźwigarami, tłoczonymi żebrami i dodatkowymi zbiornikami paliwa po 205 litrów każdy. Zmiany w uzbrojeniu objęły instalację nowej wieżyczki TUR-9 przy jednoczesnym zmniejszeniu wszystkich karabinów z 4 do 3 (1 zamiast zdwojonego karabinu nawigatora).
Mimo tak szerokiego zakresu modyfikacji uzyskano jedynie nieznaczny przyrost prędkości (458 km/h na wysokości 4200 m), oraz skrócenie czasu wznoszenia na wysokość przelotową; pogorszyły się natomiast charakterystyki lotu z małą prędkością, a prędkość lądowania wzrosła ze 110 km/h do 160 km/h. Ostatecznie samolot trafił do eksploatacji w iniach lotniczych Aerofłot, gdzie zdobył przezwisko „szczupak”.
Ostatnią modyfikacją (w pewnej mierze opartą na M-105) była wersja SB-RK, wkrótce przemianowana na Ar-2 (od inicjałów swego konstruktora – A. Archangielskiego) z silnikami M-105R o mocy 1100 KM, powierzchnią skrzydeł zmniejszoną do 48,2 m² (z 56,7 m² w wersji M-103), zmniejszono też usterzenie pionowe i poziome. Powrócono także do pierwotnej liczby czterech karabinów SzKAS (2x z przodu i 2x z tyłu). W założeniu samolot miał spełniać rolę bombowca nurkującego, dlatego w dźwigarach skrzydeł na dolnej powierzchni zamontowano wysuwane kraty hamujące, jednak ze względu na brak przeszkolenia pilotów w technice bombardowań z lotu nurkowego były one wykorzystywane jak dotychczas – bombardując z lotu poziomego. W trakcie prób w 1940 roku uzyskano zauważalną poprawę osiągów – prędkość maksymalna wyniosła 480 km/h na wysokości 4700 m, prędkość przelotowa natomiast wynosiła 340 km/h. Pułap praktyczny wyniósł 10 100 m przy czasie wznoszenia 7,25 min na wysokość 5000 m. Była to ostatnia odmiana wyprodukowana w większej ilości (ok. 250 sztuk). W trakcie jej trwania zdążono wymienić jeszcze śmigła WISz-2 o dwu pozycjach nastaw na śmigła WISz-22 z automatyczną zmianą skoku. Późniejsza eksperymentalna odmiana „B” (SBB-1) pomimo lepszych osiągów nie została wprowadzona do produkcji seryjnej, ze względu na rozwój i produkcję nowej konstrukcji – bombowca Petlakowa Pe-2.
Całkowita produkcja SB-2 wyniosła 6967 egzemplarzy, najważniejszą wersją zaś był SB-2bis z różnymi silnikami i zbiornikami paliwa o większej pojemności. Wśród innych wersji był bombowiec nurkujący z silnikami Klimow M-105R o mocy 1100 KM oraz 111 zbudowanych na licencji w Czechosłowacji samolotów Avia B-71.

## Wersje

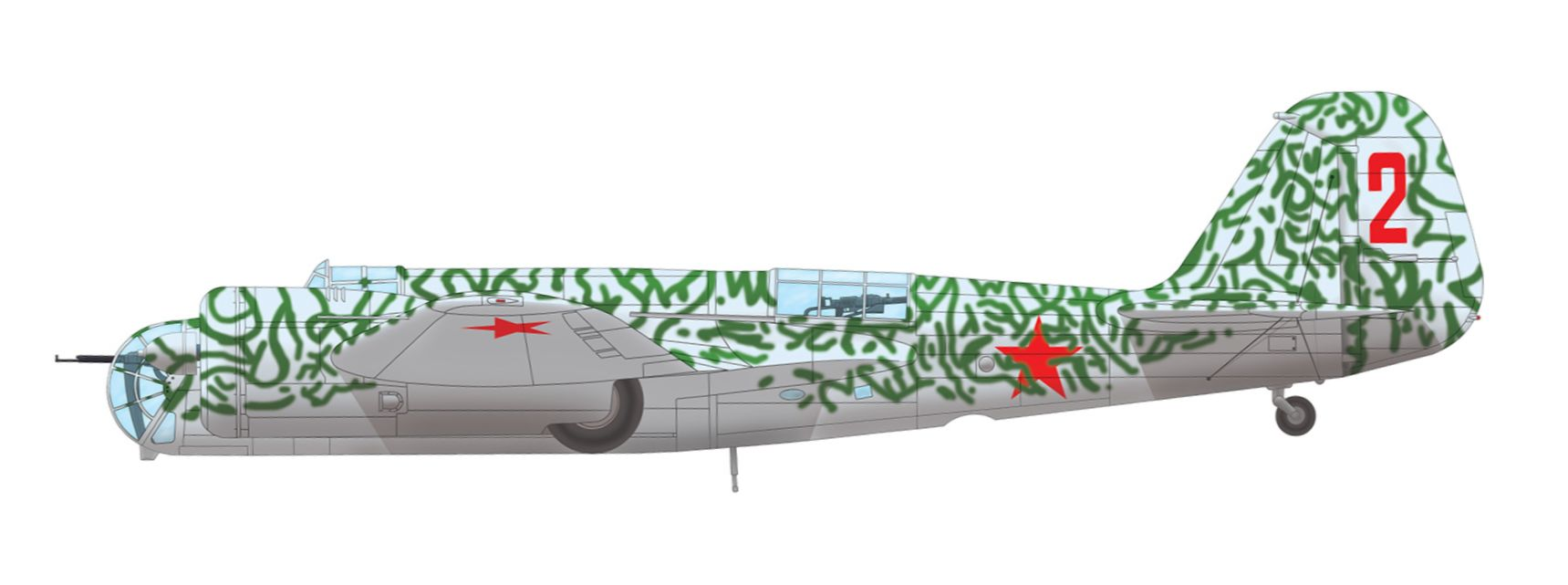
Tupolev SB 2M-103 od 38. SBAP, latem 1939

- Tupolev SB 2M-103 od 38. SBAP, latem 1939SB-2/M-100 – samolot z silnikami o mocy 730 KM
- SB-2/M-100A – samolot z silnikami o mocy 860 KM
- SB-2bis – główna wersja produkcyjna samolotu z różnymi silnikami
- SB-2/M-105R – bombowiec nurkujący na bazie SB-2 z silnikami Klimow M-105R o mocy 1100 KM
- B-71 – samoloty robione na licencji w Czechosłowacji (wyprodukowano 111 sztuk)
- Ar-2 – bombowiec, który powstał na bazie SB-2
- ANT-40.1
- ANT-40.2
- SB-3
- SB-3bis
- PS-41
- PS-41 bis
- ANT-46
- ANT-41